# Jean-Pierre Labesse
Jean-Pierre Labesse (* 4. Januar 1943) ist ein französischer Mathematiker, der sich mit automorphen Formen und Zahlentheorie (Langlands-Programm) befasst.
Labesse promovierte 1971 bei Roger Godement an der Universität Paris VII (Denis-Diderot) über die Spurformel von Atle Selberg (Thèse d´Etat: La formule des traces de Selberg) Er war für das CNRS in Paris, dann Professor an Universitäten von Amiens und Dijon und von 1986 bis 2003 war er Professor an der Universität Paris VII. Außerdem war er Directeur des études mathématiques an der École normale supérieure (ENS) und Direktor des Centre International de Rencontres Mathématiques de Luminy (CIRM). Seit 2003 ist er Professor in Marseille (Emeritus seit 2008).
Labesse war einer der ersten, der das Langlands-Programm in Frankreich einführte. Insbesondere befasste er sich mit der Spurformel von Arthur und Selberg und damit zusammenhängend mit dem Studium der Kohomologie arithmetischer Gruppen und der Konstruktion von Galois-Darstellungen zu automorphe Formen. Diese Techniken waren später auch zentral beim Beweis der Langlands-Vermutung für Funktionenkörper durch Laurent Lafforgue.
Er arbeitete auch direkt mit Langlands zusammen, so in einem Seminar über die Spurformel am Institute for Advanced Study 1983/84 (mit Laurent Clozel).

## Schriften
- Cohomologie, stabilisation et changement de base, Astérisque 257, SMF 1999
- Noninvariant base change identities, Mémoires SMF 1995
- La formule des traces d'Arthur-Selberg, Séminaire Bourbaki 636, 1984/85
- mit Langlands L-indistinguishability for SL(2), Canadian J. Math. 31, 1979, 726–785